# HLA-C
HLA-C (англ. Major histocompatibility complex, class I, C) – білок, який кодується однойменним геном, розташованим у людей на короткому плечі 6-ї хромосоми. Довжина поліпептидного ланцюга білка становить 366 амінокислот, а молекулярна маса — 40 649.
| 10         |  | 20         |  | 30         |  | 40         |  | 50         |
| ---------- |  | ---------- |  | ---------- |  | ---------- |  | ---------- |
| MRVMAPRALL |  | LLLSGGLALT |  | ETWACSHSMR |  | YFDTAVSRPG |  | RGEPRFISVG |
| YVDDTQFVRF |  | DSDAASPRGE |  | PRAPWVEQEG |  | PEYWDRETQK |  | YKRQAQADRV |
| SLRNLRGYYN |  | QSEDGSHTLQ |  | RMSGCDLGPD |  | GRLLRGYDQS |  | AYDGKDYIAL |
| NEDLRSWTAA |  | DTAAQITQRK |  | LEAARAAEQL |  | RAYLEGTCVE |  | WLRRYLENGK |
| ETLQRAEPPK |  | THVTHHPLSD |  | HEATLRCWAL |  | GFYPAEITLT |  | WQRDGEDQTQ |
| DTELVETRPA |  | GDGTFQKWAA |  | VVVPSGQEQR |  | YTCHMQHEGL |  | QEPLTLSWEP |
| SSQPTIPIMG |  | IVAGLAVLVV |  | LAVLGAVVTA |  | MMCRRKSSGG |  | KGGSCSQAAC |
| SNSAQGSDES |  | LITCKA     |  |            |  |            |  |            |

A: Аланін

C: Цистеїн

D: Аспарагінова кислота

E: Глутамінова кислота

F: Фенілаланін

G: Гліцин

H: Гістидин

I: Ізолейцин

K: Лізин

L: Лейцин

M: Метіонін

N: Аспарагін

P: Пролін

Q: Глутамін

R: Аргінін

S: Серин

T: Треонін

V: Валін

W: Триптофан

Задіяний у таких біологічних процесах, як імунітет, взаємодія хазяїн-вірус. 
Локалізований у мембрані.